# Tempern
Tempern ist eine Wärmebehandlung, bei der ein Material über einen längeren Zeitraum erhitzt wird.
Bei Industrieanlagen, insbesondere bei Öfen für die Stahlerzeugung sowie Öfen der Glas-, Keramik-, Zement-, Kalkindustrie, bezeichnet der Begriff Tempern ein langsames Aufheizen der Anlage, um die Dehnung infolge Temperaturerhöhung zu kontrollieren. Damit werden am verwendeten feuerfesten Material irreversible Schäden durch zu schnelles Aufheizen vermieden. Ebenso wird unterschiedliches Dehnungsverhalten der kombinierten feuerfesten Materialien wirksam berücksichtigt.
Tempern wird in der Glas- und Kunststofftechnik, im Eisenhüttenwesen (siehe auch Temperguss) wie auch in der Dünnschichttechnik angewendet.
Eine Wärmebehandlung während oder nach dem galvanischen Prozess bei der Herstellung von Teilen der Verbindungstechnik (z. B. Schrauben) wird ebenfalls als Tempern bezeichnet.
Das Ziel kann sein, die Struktur eines Festkörpers zu ändern, beispielsweise das Gefüge bei Bauteilen aus Gusseisen oder die Umwandlung der Kristallstruktur von dünnen Schichten.
Durch Tempern kann weiterhin die Verteilung von mechanischen Spannungen in Bauteilen aus Glas oder Acryl gesteuert werden. Bei höheren Temperaturen und bei Metallen wird das Verfahren auch als Spannungsarmglühen bezeichnet.
Tempern ist vergleichbar mit Verfahren wie dem Anlassen als Teil des Vergütens von Metallen, bei denen die Ziel-Temperatur jedoch meist nicht gehalten werden muss.

## Beschreibung
Im physikalischen Sinn bedeutet Tempern, dass ein Festkörper auf eine Temperatur unterhalb der Schmelztemperatur erhitzt wird. Dies geschieht über eine längere Zeit hinweg (einige Minuten bis hin zu einigen Tagen). Durch die erhöhte Beweglichkeit der Atome können so Strukturdefekte ausgeglichen und die Kristallstruktur in der Nah- und Fernordnung verbessert werden. Auf diese Weise kann der Prozess des Schmelzens und (extrem) langsamen Abkühlens zur Einstellung der Kristallstruktur vermieden werden.

## Anwendungsbereiche

### Glas
Das Bauteil wird auf eine Temperatur knapp oberhalb der unteren Entspannungsgrenze gebracht und dort ausreichend lange gehalten, bis sich das gesamte Bauteil gleichmäßig auf diese Temperatur erwärmt hat. Dabei darf die Temperatur nicht den oberen Kühlpunkt überschreiten, um unkontrollierte Formänderungen zu vermeiden.
Der anschließende Abkühlprozess erfolgt bis zur unteren Entspannungsgrenze langsam und stetig. Unterhalb dieser kritischen Temperatur führen vorübergehende Temperaturgradienten nicht mehr zu eingefrorenen Verformungen und permanenten Spannungen und die weitere Abkühlgeschwindigkeit ist nun nur noch durch die Zugfestigkeit des Glases begrenzt. Vor allem bei optischen Komponenten ist die Freiheit von eingefrorenen inneren Spannungen ein entscheidendes Qualitätsmerkmal, da solche Spannungen bei Gläsern zu einer – meist ungewollten – Doppelbrechung führen.
Thermisch vorgespanntes Glas wie Einscheiben-Sicherheitsglas (ESG) wird gelegentlich als „Temperglas“ bezeichnet, insbesondere bei Haushaltswaren und Behälterglas (z. B. aus Duralex oder Pyrex). Dieses Verfahren entspricht jedoch nicht dem Tempern im Sinne dieses Artikels.
Thermisch vorgespanntes Glas wird beim Herstellungsprozess abgeschreckt, wodurch zunächst die Glasoberfläche erstarrt, während das langsamer abkühlende Innere des Werkstücks sich noch weiter zusammenzieht und so Druckspannungen in der bereits nicht mehr verformbaren Oberfläche hervorruft, die das Glas unempfindlicher gegen mechanische und thermische Belastungen machen.

### Gusseisen
Beim Gusseisen versteht man unter Tempern langzeitiges Glühen bei Temperaturen zwischen 700 °C und 1050 °C zur Verbesserung der mechanischen Eigenschaften (Festigkeit, Zähigkeit). Das Ergebnis ist Temperguss.

### Herstellung von Verbindungselementen (z.B. Schrauben)
Werden Verbindungselemente aus hochfestem Stahl (Rm > 1000 N/mm²) aus Gründen des Korrosionsschutzes einer galvanischen Nachbehandlung unterzogen, muss zur Vermeidung der Wasserstoffversprödung während oder unmittelbar nach der Galvanisierung diese Wärmebehandlung bei einer Temperatur von 200 bis 230 °C durchgeführt werden.

### Elektronikfertigung
In der Elektronikfertigung wird das Temper-Verfahren zur Vorbereitung von Bauteilen sowie von unbestückten Leiterplatten benutzt. Ziel ist es, unerwünschte Feuchtigkeit, welche im Laufe der Zeit in die Bauteile bzw. die Leiterplatte hineinkriecht, wieder zu entfernen. Andernfalls kann es durch die schnelle Aufheizung beim Löten (auf über 200 °C) zu Verpuffungen kommen, welche möglicherweise das Bauteil zerstört. Eine unbestückte Leiterplatte, die aus mehreren verklebten Lagen besteht, kann möglicherweise delaminieren, das heißt, die Lagen trennen sich voneinander.

### Halbleiter- und Mikrosystemtechnik
In der Halbleiter- und Mikrosystemtechnik finden Temperverfahren vielfältige Anwendung. In der Regel handelt es sich dabei um Prozessschritte, bei denen die Eigenschaften von dünnen Schichten oder dem Halbleitersubstrat (ein Wafer) verändert werden. Dazu zählen unter anderem:
1. die Beseitigung von Kristallschäden, beispielsweise nach einem Ionenimplantationsschritt, oft als „Ausheilen“ bezeichnet.
2. die Erhöhung der Diffusionsgeschwindigkeit für
  - die Eindiffusion von Dotierstoffen
  - die Beschleunigung von chemischen Reaktionen, beispielsweise einer Silizidbildung bei den Source-Drain-Gebieten.
3. die Erhöhung der Flussgeschwindigkeit von bestimmten Schichten, beispielsweise von Borphosphorsilicatglas (BPSG) zur Glättung der Wafertopografie

Die Temperschritte werden meist unter Formiergas oder einer anderen inerten Atmosphäre durchgeführt. Die dabei eingesetzten Temperaturen betragen je nach Anwendung und Material von wenigen hundert bis knapp zweitausend Grad Celsius.
Im erweiterten Sinn werden manchmal auch Oberflächenreaktionen, bei denen Material aus dem Gasraum in die Schicht bzw. das Substrat eingebaut wird, beispielsweise die thermische Oxidation von Silizium, als Temperschritt bezeichnet.
Die Temperschritte erfolgen häufig in Rohröfen, wie sie auch bei der thermischen Oxidation von Silizium angewendet werden. Diese Öfen weisen relativ lange Aufheiz- und Abkühlzeiten auf, da sie den gesamten Wafer möglichst gleichmäßig auf die gewünschte Temperatur bringen müssen. Für bestimmte Anwendungen sind sie daher entweder zu langsam oder lassen sich nicht ausreichend gut kontrollieren. Aus diesem Grund wurden sogenannte Kurzzeittemperverfahren (englisch rapid thermal processing) entwickelt, bei denen meist nur ein Teil des Wafers bzw. der Schicht aufgeheizt wird. Da hierbei weniger Material erwärmt werden muss, lassen sich deutlich geringere Prozesszeiten erzielen. Allerdings handelt es sich hierbei meist um eine Einzelwaferprozessierung und nicht wie beim Ofenprozess um eine Prozessierung von 100 oder mehr Wafern gleichzeitig.

### Kunststofflackierung
An Kunststoffteilen haften Rückstände von Trennmitteln, die beim Spritzgießen oder Reaktionsspritzgießen eingesetzt werden, um eine einwandfreie Entnahme der Teile zu ermöglichen. Vor dem Lackieren müssen diese Rückstände vollständig entfernt werden, damit sie nicht mit dem späteren Lackaufbau reagieren. Dazu werden die Kunststoffteile für ca. 1 Stunde auf 60 °C erwärmt bzw. getempert. Es kann nötig sein, mehrmals zu tempern, dann sollte die Temperatur etwas angehoben werden. Man sollte beim Tempern von Kunststoffteilen jedoch beachten, dass die Temperatur des Tempern über der maximalen Trocknungstemperatur der Beschichtung liegen sollte, um weiteres Ausschwitzen von Trennmitteln zu verhindern.